# Poicephalus
Poicephalus là một chi chim trong họ Psittacidae.